# Festivia Chorus
Festivia Chorus je komorní smíšený sbor, který sdružuje zpěváky z pomezí Jihočeského kraje a Kraje Vysočina. Vznikl na konci roku 2004 v obci Velká Lhota. V současné době (2008) má sbor 15 členů.

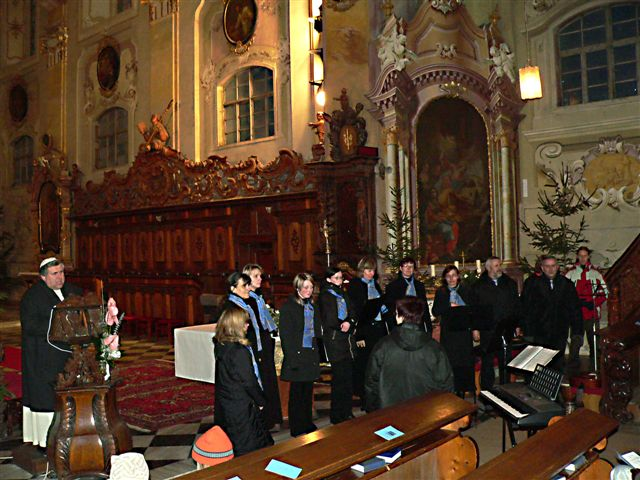
Koncert sboru v Nové Říši 5.1.2008

## Historie
Sbor byl založen koncem roku 2004, kdy také uspořádal ve Velké Lhotě první adventní koncert. Původní název sboru byl Komorní sbor Velká Lhota, současný název nese sbor od května roku 2007.

## Repertoár
Repertoár souboru zahrnuje renesanční madrigaly, duchovní hudbu stejného období i mladší, dále spirituály a lidové písně.